# Windows 7
Windows 7 è un sistema operativo per personal computer prodotto da Microsoft come parte della famiglia di sistemi operativi Windows NT: pubblicato per la produzione il 22 luglio 2009, è diventato generalmente disponibile il 22 ottobre 2009 (contemporaneamente alla sua controparte server, Windows Server 2008 R2), meno di tre anni dopo l'uscita del suo predecessore, Windows Vista.
Principalmente progettato per essere un aggiornamento incrementale a Microsoft Windows, destinato a risolvere la scarsa ricezione critica di Windows Vista mantenendo la compatibilità hardware e software, ha continuato i miglioramenti su Windows Aero (l'interfaccia utente introdotta in Windows Vista) con l'aggiunta di una barra delle applicazioni ridisegnata che consente di "appuntare" le applicazioni e nuove funzionalità di gestione delle finestre.
Fornito con versioni aggiornate di diverse applicazioni di riserva, tra cui Internet Explorer 8, Windows Media Player e Windows Media Center,
altre nuove funzionalità sono state aggiunte al sistema operativo, incluse le librerie, il nuovo HomeGroup del sistema di condivisione file e il supporto per l'input multitouch, ed è stata inoltre inserita una nuova interfaccia "Centro operativo" per fornire una panoramica delle informazioni sulla sicurezza e la manutenzione del sistema e sono state apportate modifiche al sistema di controllo dell'account utente per renderlo meno invadente.
Contrariamente a Windows Vista, è stato generalmente elogiato dalla critica, che considerava il sistema operativo un importante miglioramento rispetto al suo predecessore a causa del suo aumento delle prestazioni, della sua interfaccia più intuitiva (con particolare elogio dedicato alla nuova barra delle applicazioni), meno pop-up di controllo dell'account e altri miglioramenti apportati alla piattaforma. È stato un grande successo per la Microsoft; anche prima della sua versione ufficiale, le vendite preordine su Amazon.com avevano superato i record precedenti. In soli sei mesi, oltre 100 milioni di copie sono state vendute in tutto il mondo, aumentando a oltre 630 milioni di licenze entro luglio 2012. A febbraio 2019, il 33,89% dei computer con installato Windows eseguiva la versione Windows 7.

## Sviluppo
Originariamente una versione di Windows con nome in codice "Blackcomb" era stata pensata come successore di Windows XP e Windows Server 2003. Esso non indicava una specifica release del sistema operativo, ma rappresentava una vision relativa all'evoluzione futura dei sistemi operativi. Alcune delle aree di studio riguardavano novità nell'interfaccia grafica, le funzionalità di ricerca dei dati e un innovativo file system chiamato WinFS. Al di là della vision futura, nella metà del 2003 Microsoft stava lavorando a Longhorn, il successore di Windows XP, in cui si stavano implementando alcune delle caratteristiche originariamente pensate per Blackcomb. Dopo che tre grandi virus avevano sfruttato falle dei sistemi operativi nell'agosto 2003 Microsoft ha cambiato le sue priorità di sviluppo, e ha concentrato la maggior parte delle attività degli sviluppatori in percorsi di formazione sulla sicurezza del software e nelle attività di testing e validazione del codice dei prodotti. Lo sviluppo di Longhorn riprese nel settembre 2004 e la distribuzione avvenne a gennaio 2007 con il nome definitivo Windows Vista.
Dopo la distribuzione di Windows Vista riprese il lavoro per lo sviluppo della versione successiva del sistema operativo, che per un breve periodo utilizzò il nome Windows Vienna, trasformato poi in Sette. Nel 2008 fu annunciato che Windows 7 sarebbe diventato il nome ufficiale del sistema operativo.
Bill Gates, in un'intervista con Newsweek, lasciò intendere che questa versione di Windows sarebbe stata più “user-centric”, cioè più incentrata sull'utente e più accurata nel soddisfare i reali bisogni di chi utilizza Windows. Inoltre disse che Windows 7 avrebbe avuto dei miglioramenti prestazionali, di resa più efficiente, spiegando in seguito sul blog di sviluppo di Windows 7, di come l'azienda stesse usando una varietà di strumenti per misurare le prestazioni di varie aree del sistema operativo su base continuativa, per aiutare a trovare parti poco efficienti del codice e quindi di prevenire abbassamenti delle performance.
Il vicepresidente della divisione Windows, Bill Veghte dichiarò che le novità introdotte in Windows 7 non avrebbero creato problemi di compatibilità con gli applicativi e i dispositivi funzionanti con Windows Vista. Steve Ballmer parlando di Windows 7 il 16 ottobre 2008, confermò la compatibilità del sistema con tutti gli applicativi già compatibili con il suo predecessore.
Il 27 dicembre 2008 la versione Beta di Windows 7 uscì in rete. Secondo un test effettuato da ZDNet, in ambito della velocità Windows 7 Beta ha battuto sia Windows XP che Vista in varie aree chiave del sistema, includendo il tempo di avvio e spegnimento, lavorando con file e aprendo documenti. Il 7 gennaio 2009, la versione a 64 bit di Windows 7 Beta (build 7000) uscì in rete.
La beta ufficiale, annunciata al CES 2009, fu resa disponibile per gli abbonati a MSDN e TechNet il 7 gennaio 2009, e fu disponibile per il download pubblico su Microsoft TechNet il 9 gennaio 2009 prima di essere ritirata e sostituita con un messaggio che invitava a tornare qualche giorno più tardi. I server furono in difficoltà a causa dell'elevato numero di utenti che tentarono di scaricare la Beta. Microsoft aggiunse altri server per far fronte all'enorme volume di richiesta. A causa della forte domanda, Microsoft decise di rimuovere il limite iniziale di 2,5 milioni di download per rendere disponibile la beta fino al 24 gennaio 2009. È stata poi rivista al 10 febbraio 2009, data da cui non è più disponibile al pubblico, e i download in pausa continuarono a funzionare fino al 12 febbraio. In luglio è stata resa disponibile la versione finale (RTM, Release To Manufacturing) di Windows 7 a 32 e a 64 Bit (x86 e x64). Il numero di Build è 7600.16385, ed è questa la build che è poi stata messa in commercio nel mondo.
Nelle presentazioni organizzate da Microsoft nel 2008 si è constatato dunque come il sistema operativo fosse incentrato sul supporto al multi-touch, una migliorata interfaccia grafica con una nuova barra delle applicazioni, su un sistema di Home Networking chiamato Home Group e su miglioramenti prestazionali globali. Molte delle applicazioni incluse nelle precedenti release di Microsoft Windows, quali Windows Calendar, Windows Mail, Windows Movie Maker e Windows Photo Gallery non sono state inserite in Windows 7; la maggior parte di queste sono disponibili gratuitamente nella suite Windows Live Essentials. Al WinHEC 2008 Microsoft ha annunciato che le profondità di colori a 30 e a 48 bit verranno supportate dal sistema operativo, insieme alla gamma di colori scRGB (che per l'HDMI 1.3 può essere convertita e visualizzata come xvYCC). Le modalità video supportate in Windows 7 sono: 16 bit sRGB, 24 bit sRGB, 30 bit sRGB, 30 bit con una gamma estesa di colori sRGB e 48 bit scRGB. A metà ottobre 2008 Steve Ballmer annunciò che Windows 7 sarebbe stata una versione migliorata nella grafica e nelle performance di Windows Vista negando che questo doveva far pensare ad una minor release, soprattutto per la quantità di lavoro che sarà stata fatta nell'arco di due anni e mezzo.
Il sistema operativo entrò in fase di RTM il 22 luglio 2009, e successivamente è stato reso disponibile per il mercato il 22 ottobre 2009, a meno di 3 anni dalla precedente commercializzazione del suo predecessore Windows Vista. Nella stessa data è stata commercializzata anche la versione di Windows 7 destinata al mercato server, Windows Server 2008 R2. La distribuzione del Service Pack 1 è avvenuto il 22 febbraio 2011 ed è disponibile per il download manuale o su Windows Update. È stata resa disponibile anche la nuova versione di Microsoft Office: Microsoft Office 2010. Essa dovrebbe portare anche dei vantaggi di velocità rispetto alla versione precedente. Questo cambiamento ha ulteriormente velocizzato il nuovo sistema operativo di casa Microsoft.

## Funzioni
Diversamente dal predecessore che introduceva un largo numero di nuove funzioni, Windows 7 è stato concepito per essere focalizzato maggiormente sul mantenimento della compatibilità per applicazioni e hardware già precedentemente supportate da Windows Vista e per proseguire nell'innovazione sulla scia tracciata da quest'ultimo. È utilizzabile su PC, inclusi desktop, tablet PC, netbook e laptop.
Il sistema operativo è in grado di gestire più schede grafiche in contemporanea. Con i sistemi operativi precedenti se in un computer erano presenti più schede video, esse potevano essere utilizzate insieme solo attraverso tecnologie come NVidia SLI o ATI CrossFire. Con Windows 7 invece è possibile utilizzare più schede video in parallelo, anche di produttori diversi. Inoltre è prevista la possibilità di effettuare un roaming senza interruzioni tra le differenti tecnologie wireless (Wi-Fi, WWAN, WiMax, etc.).

### Nuove funzionalità

Miniature live di Windows 7, con schede di Internet Explorer 11

Windows 7 include molte nuove funzionalità, come miglioramenti nell'ambito touch, riconoscimento vocale (non disponibile in lingua italiana), scrittura a mano, supporto di Hard Disk virtuali in formato VHD anche per il boot, prestazioni migliorate sui processori multi-core, supporto per hard disk partizionati in formato GPT su sistemi basati su EFI.

Alcuni particolari dell'interfaccia grafica Basic:
1. La barra del titolo di Esplora risorse.
2. Il menù superiore di Paint.
3. La barra delle applicazioni (o Superbar).
4. Il menù Start.

Windows 7 consente di avere sullo stesso sistema schede video di produttori differenti, e include una nuova versione di Windows Media Center, i gadget che si integrano direttamente nel Desktop, la possibilità di bloccare e sbloccare collegamenti nel menù start e nella barra delle applicazioni (una funzionalità chiamata pinning), caratteristiche multimediali migliorate, l'XPS Essential Pack integrato ed una calcolatrice ridisegnata con funzionalità multi linea, che includono Programmazione e Statistiche con unità di conversione.
Molti oggetti sono stati aggiunti al Pannello di Controllo: Configurazione ClearType, Configurazione guidata Colore, Gadget, Ripristino, Risoluzione problemi, Gestione Identità, Icone di sistema e molte altre.

Finestra del centro operativo, che mostra nessun problema rilevato

Quando l'icona del Centro operativo viene cliccata, essa elenca tutti i problemi di sicurezza e di manutenzione in una piccola finestra pop-up.

Il “Centro sicurezza PC” è stato rinominato Centro Operativo (Centro Salute PC e Centro Risoluzione Problemi in versioni precedenti), e racchiude sia la sicurezza che la manutenzione del PC.
È stata aggiunta anche la funzionalità Gruppo Home che consente di condividere in casa in modo semplice documenti, immagini, musica e video tra computer differenti.
La barra delle applicazioni è la parte che ha visto i maggiori cambiamenti estetici. La barra di Avvio Rapido è stata integrata con i pulsanti delle applicazioni aperte per creare una barra delle applicazioni migliorata, definita da Microsoft come “Superbar”; essa abilita anche le Liste Rapide che permettono di accedere facilmente alle operazioni comuni o utilizzate più frequentemente. Le icone rappresentanti i programmi possono essere liberamente spostate e riordinate dall'utente all'interno della barra delle applicazioni. È anche possibile inserire il collegamento alla finestra delle proprietà di una connessione di rete direttamente dalla barra delle applicazioni di Windows 7. Inoltre a partire da Internet Explorer 9 è possibile effettuare il pinning di siti web direttamente nella barra delle applicazioni di Windows 7.
Le videate hanno mostrato una nuova caratteristica definita Panoramica (Peek), che consiste in un effetto grafico che permette di rendere trasparenti le finestre aperte e di vedere quindi direttamente il desktop. Un portavoce Microsoft ha detto che “questa caratteristica sarà utile per gli utenti che vorranno dare un rapido sguardo alle notizie” riferendosi ai gadget dei feed RSS sul desktop. 
Al contrario di Windows Vista, i bordi delle finestre non diventano neri quando ingrandite con Aero attivo ma la trasparenza rimane attiva. Supporta inoltre le funzionalità dei moderni dischi SSD, incluse le funzionalità di TRIM e l'installazione è supportata su unità di almeno 16 GB.
Tra i giochi presenti in dotazione in Windows 7 sono state aggiunte delle versioni online di Spades, Backgammon e Dama. È presente la versione 2.0 di Windows PowerShell e dell'ambiente di sviluppo integrato di scripting, il PowerShell ISE.
Come il suo predecessore, l'edizione workstation Windows 7 è disponibile nelle versioni a 32 bit e 64 bit, mentre quella server è disponibile esclusivamente per sistemi a 64 bit.

#### Funzionalità Tablet PC evolute

Pannello Input Tablet (TIP) di Windows 7. In evidenza la modalità di correzione guidata della parola

Windows 7 integra funzioni Tablet PC migliorate rispetto ai precedenti sistemi operativi Windows Vista e Windows XP. In particolare è stato migliorato il motore di riconoscimento calligrafico ed è stato modificato il Pannello di Input del Tablet (TIP) includendo animazioni, movimenti e strumenti che facilitano l'inserimento di dati senza tastiera e la correzione rapida di eventuali errori di riconoscimento. È stato inoltre creato il Pannello di Input Matematico, che offre la possibilità di inserire come testo all'interno dei documenti formule matematiche scritte a mano in inchiostro digitale.
Per rendere il sistema operativo più snello è stato rimosso il supporto al riconoscimento della calligrafia in lingue differenti da quella principale: le funzionalità di riconoscimento in più lingue sono disponibili solo nella versione più completa di Windows 7, la Ultimate. Per ultimo sono stati migliorati i programmi Sticky Notes e Microsoft Paint, che supportano ora funzioni di inchiostro digitale avanzate, come ad esempio il riconoscimento della pressione della penna.

#### FunzionalitàMulti-touch(Windows Touch)
(Hilton Locke, del team Windows Shell)
Windows 7 è dotato di una interfaccia particolare pensata anche per l'uso con le dita.
Queste funzioni, fino ad adesso destinate all'uso con piattaforme Tablet PC consentono, grazie alla creazione di Tablet PC e PC Desktop con schermo sensibile al tocco delle dita, l'interazione di tipo "multitocco" con l'utilizzo delle dita in affiancamento al mouse o, nel caso dei Tablet PC, del classico pennino, in modo simile a quanto possibile oggi con l'interfaccia dell'Apple iPhone. A novembre 2009 la maggior parte delle case produttrici ha prodotto PC Desktop dotati di schermo sensibile al tocco delle dita, mentre molte delle principali case produttrici hanno prodotto Tablet PC dotati dei nuovi digitalizzatori multitocco Wacom e N-Trig, capaci di riconoscere rispettivamente due o quattro tocchi contemporanei.
Le funzionalità sono in parte una evoluzione della tecnologia Microsoft Surface ma comprendono anche "applicazioni classiche" riprogrammate per l'uso con le dita. Esempi di programmi multitouch possono essere quelli contenuti nel nuovo Windows Media Center e nel pacchetto Microsoft Touch Pack per Windows 7, inizialmente presentato nella sua versione Beta a fine maggio 2009 e disponibile preinstallato su alcuni modelli di PC e Tablet PC, e successivamente reso pubblico sul web ad aprile 2010. Microsoft Touch Pack comprende al suo interno 6 applicazioni:
- Microsoft Blackboard, un gioco di in cui l'utente deve risolvere un puzzle creando una macchina disegnata su una lavagna virtuale;
- Microsoft Garden Pond, un gioco che riproduce un giardino giapponese;
- Microsoft Rebound, un gioco stile flipper;
- Microsoft Surface Globe, un programma simile a Google Earth che permette all'utente di esplorare la terra;
- Microsoft Surface Collage, un programma di gestione e presentazione delle fotografie;
- Microsoft Surface Lagoon, un salvaschermo interattivo rappresentante un lago con dei pesci.

Un ultimo importante programma che sfrutta le funzionalità multitocco è la tastiera virtuale, capace di gestire comandi complessi come Ctrl-Alt-Canc allo stesso modo di una normale tastiera fisica.

#### Risparmio energetico
Nelle precedenti versioni del sistema operativo Windows, la gestione degli stati "sleep", ovvero quelli in cui il sistema poteva andare in stand-by per limitare il consumo energetico, avveniva tenendo costantemente sotto controllo l'attività della CPU: quando la sua occupazione scendeva sotto il 20% allora era possibile, insieme ad altri criteri, mettere in stand-by il sistema. Attraverso tale approccio dunque, se una qualsiasi applicazione occupava la CPU per più del 20%, il sistema operativo riteneva che il sistema fosse "troppo occupato" per attivare lo stand-by e, di conseguenza, in molti casi reali, la modalità a basso consumo non veniva attivata. Non bisogna infatti dimenticare che molto spesso antivirus, e altri programmi in background, possono occupare più del 20% della CPU inibendo ogni ulteriore tentativo di ridurre i consumi.
Windows 7 ha abbandonato tale approccio in favore di un monitoraggio dell'ultimo input fornito dall'utente o eventuali richieste effettuate da applicazioni e servizi, includendo delle nuove funzionalità per consentire il risveglio del PC in base al traffico di rete in ingresso.

#### Tempi di avvio del sistema
Microsoft ha dichiarato che un intero gruppo di programmatori ha lavorato sull'ottimizzazione dei tempi di avvio del nuovo sistema operativo avendo in mente l'obiettivo di consentire un avvio dell'intero sistema in soli 15 secondi. Si tratta di un risultato estremamente positivo se confrontato con i 30 secondi necessari ai più veloci sistemi Windows Vista (Microsoft parla del 35% dei sistemi), e per raggiungere tale obiettivo gli sforzi si sono orientati verso una elevata parallelizzazione del caricamento dei driver e nella riduzione del numero di servizi attivi all'avvio del sistema.
Tuttavia Microsoft non ha specificato se tale tempo è misurato a partire dall'accensione del sistema oppure dal momento in cui è terminato il Power-on self-test (POST), ovvero tutta quella serie di test diagnostici dell'hardware effettuati dalla scheda madre prima di iniziare il caricamento del sistema operativo. Tuttavia dato che generalmente una scheda madre impiega vari secondi per effettuare il POST, è ragionevole presumere che Microsoft intenda misurare i 15 secondi a partire dalla fine del POST e non dal momento dell'accensione fisica del sistema.

### Virtualizzazione delle applicazioni
Così come Windows XP e Windows Vista, Windows 7 supporta tramite software aggiuntivi l'esecuzione di applicazioni locali virtualizzate tramite le tecnologie Microsoft e di terze parti.
Sui processori x86/x64, Windows 7 supporta la maggior parte dei software compatibili con le precedenti versioni di Windows: Windows a 64 bit è in grado di eseguire software a 32 e a 64 bit (tramite WOW64).
Le tecnologie di virtualizzazione delle applicazioni consentono di racchiudere le applicazioni all'interno di contenitori (chiamati anche bolle o layer) che le separano dal resto del sistema e delle altre applicazioni. All'interno di questi contenitori sono presenti tutti gli elementi di cui l'applicazione ha bisogno per essere eseguita ossia file binari, altri file di appoggio, chiavi del registro di sistema. Questi "layer di astrazione" sono pensati come dei collegamenti tra l'applicazione e il sistema operativo stesso.
La creazione della bolla avviene in fase di installazione dell'applicazione su una macchina dedicata: al momento dell'installazione vengono "intercettate" tutte le chiamate al sistema, comprese la creazione di file di libreria e le nuove voci di registro. Queste informazioni vengono raccolte e una volta che la bolla è stata creata può essere utilizzata per distribuire ed eseguire l'applicazione. Quando l'applicazione viene eseguita tutte le chiamate da parte dell'applicazione verso componenti del sistema operativo, vengono ricevute dal software di virtualizzazione e poi ritrasmesse al kernel. Secondo questo approccio (che non richiede un overhead eccessivo al sistema) nel caso in cui l'applicazione dovesse produrre malfunzionamenti ed essere rimossa, sarebbe sufficiente cancellare il layer o la bolla che la contiene, eliminando tutte le tracce dell'applicazione stessa nel sistema e impedendo quindi potenziali conflitti. Inoltre, dato che ogni layer/bolla è indipendente dagli altri, ogni applicazione può funzionare in modo isolato dalle altre presenti nel sistema, offrendo quindi anche la possibilità di far girare versioni diverse delle stesse applicazioni, ad esempio Microsoft Office, sullo stesso sistema senza generare conflitti come accade invece nell'approccio tradizionale.

#### Windows XP Mode
Windows XP Mode è una funzionalità, disponibile per le versioni Professional, Enterprise e Ultimate di Windows 7 che, attraverso Windows Virtual PC, mette a disposizione una versione di Windows XP aggiornata al Service Pack 3, così da fornire, secondo le intenzioni della Microsoft, una soluzione ad ogni genere di incompatibilità che qualunque applicazione sviluppata per Windows XP potrebbe avere con Windows 7. È possibile utilizzare l'intera macchina virtuale, oppure utilizzare le finestre di singole applicazioni installate su Windows XP direttamente su Windows 7 (tali applicazioni hanno accesso alle risorse disponibili alla macchina virtuale).
Tale funzionalità però non è nativamente inclusa nel sistema operativo: giunta allo stadio definitivo di RTM il 3 ottobre 2009, consiste in due file gratuiti (Windows Virtual PC e Windows XP Mode, appunto) messi a disposizione per il download ai possessori di una regolare licenza d'uso di una delle tre edizioni in questione.
Fino a metà marzo 2010 il suo funzionamento necessitava di un processore di almeno 2 GHz che includesse il supporto alla virtualizzazione x86 (AMD-V oppure Intel VT), opportunamente attivato nel BIOS, e almeno 2 GB di RAM, dopo di che la Microsoft ha messo a disposizione un aggiornamento che svincola l'XP mode dalla virtualizzazione hardware, avvertendo però che l'uso di processori sprovvisti di tale tecnologia ne può penalizzare fortemente le performance.
È possibile utilizzare il Windows XP Mode anche per installare dispositivi USB non supportati nativamente da Windows 7 sfruttando le funzionalità di redirezione dei dispositivi USB dall'host fisico alla macchina virtuale.
Altri strumenti che possono essere utilizzati per ridurre o risolvere completamente eventuali problemi di compatibilità delle applicazioni con Windows 7 sono il Tab Compatibilità di ogni collegamento di una applicazione, l'Application Compatibility Toolkit e Microsoft Enterprise Desktop Virtualization - MED-V.

### Funzionalità rimosse
Alcune funzionalità e programmi che facevano parte di Windows Vista non sono più presenti o sono state modificate, con la conseguente rimozione di alcune funzionalità; questi includono la classica interfaccia utente del menu Start, alcune funzionalità della barra delle applicazioni, funzionalità di Windows Explorer, funzionalità di Windows Media Player, Windows Ultimate Extras, pulsante Cerca e InkBall. Quattro applicazioni integrate con Windows Vista: Windows Photo Gallery, Windows Movie Maker, Windows Calendar e Windows Mail non sono incluse in Windows 7 e vengono sostituite da versioni con marchio Windows Live come parte della suite Windows Live Essentials.

#### Dettagli
- L'esecuzione della shell di Explorer come amministratore o l'apertura temporanea di una finestra di Explorer come amministratore non è possibile in Windows 7 senza modificare le autorizzazioni nel registro dei valori di sistema a causa di una limitazione DCOM.
- Non è possibile eseguire la versione a 32 bit di Windows Explorer come file manager o come shell nelle edizioni a 64 bit di Windows 7.[59] Le edizioni a 64 bit di Windows Vista e Windows XP consentivano l'esecuzione della shell a 32 bit/Esplora risorse e rendendole di default compatibili con le estensioni della shell. Di conseguenza, tutte le estensioni della shell a 32 bit non sono compatibili con le versioni a 64 bit di Windows 7.
- La barra di avvio veloce è stata rimossa a favore delle applicazioni "bloccate".[60]
- Il menu di avvio classico viene rimosso. Alcune funzioni presenti solo nel menu di avvio classico non sono disponibili. Alcune barre degli strumenti, come per esempio quella per Windows Media Player, non sono più disponibili
- Il blocco dinamico del browser Internet e dei programmi software client di posta elettronica nel menu Start non è più possibile. I programmi possono essere comunque bloccati manualmente nel menu Start di Windows 7.
- Per motivi di sicurezza, AutoPlay supporterà AutoRun solo su supporti ottici, come CD e DVD. (Più tardi Microsoft ha pubblicato KB971029[61] per i sistemi operativi precedenti per rendere l'AutoPlay simile a quello di Windows 7).
- L'utilità WinSAT non include più le bitmap animate presenti nel predecessore.

#### Applicazioni
- Windows Photo Gallery, Windows Movie Maker, e Windows Mail sono stati rimossi, a favore del download delle rispettive controparti incluse nella suite Windows Live Essentials.[62]
- Funzionalità di filtraggio web e reporting delle attività dalla funzionalità di controllo genitori in-box.[63] Windows Live Family Safety sostituisce la funzionalità di filtro Web, ma l'interfaccia utente per il filtraggio e il reporting delle attività è basata sul Web.
- Windows Calendar è stato rimosso, a favore del calendario di Windows Live Mail.
- Windows Remote Assistance non supporta la condivisione di file e appunti in Windows 7.[64][65]
- Alcune funzionalità sono state rimosse da Windows Defender[66] come ad esempio Software Explorer, configurazione di agenti di sicurezza e notifiche delle attività del programma o quando si eseguono programmi di avvio come amministratore.
- Gli Ultimate Extras, ovvero i componenti facoltativi di Windows che erano disponibili solo per Windows Vista Ultimate, non sono più disponibili per Windows 7. Tra essi risalta Windows DreamScene, una funzionalità che consentiva di utilizzare un filmato come sfondo del desktop.
- Windows Sidebar è stata rimossa, ma i Gadget restano e possono essere posizionati liberamente sul desktop.
- Il gioco InkBall è stato rimosso a causa dei feedback negativi ricevuti.[67]
- La tecnologia Microsoft Agent 2.0 è stata rimossa, rompendo la compatibilità con le applicazioni Microsoft Agent. Un pacchetto di installazione separato è stato fornito da Microsoft "a causa del feedback dei clienti".
- Windows Registry Reflection per le edizioni x64 sostituite con chiavi univoche a 32/64 bit.[68]
- Il tastierino numerico è stato rimosso dalla Tastiera su schermo.

## Edizioni
Come già era successo per Windows 2000, per Windows XP e per Windows Vista, anche Windows 7 è disponibile in differenti versioni:
- Windows 7 Starter, riservata ai mercati emergenti ed ai netbook[74], memoria RAM limitata a 2 GB[74][75]; e supporto solo a 32 bit
- Windows 7 Home Basic, indirizzata ai soli mercati emergenti;
- Windows 7 Home Premium, pensata per essere usata nelle case, disponibile OEM e nei negozi in versione completa ed aggiornamento;
- Windows 7 Professional, pensata per le aziende, disponibile OEM e nei negozi in versione completa ed aggiornamento;
- Windows 7 Enterprise riservata alle aziende con piano di licenze "volume licensing";
- Windows 7 Ultimate, che comprende le caratteristiche di tutte le versioni precedenti e alcune aggiuntive, disponibile OEM e nei negozi in versione completa ed aggiornamento;
- Windows 7 edizioni N, tutte le versioni precedenti, solo la mancanza di Windows Media Player 12 Windows Media Center e Windows DVD Maker
- Windows 7 edizioni E, tutte le versioni precedenti, solo con la mancanza di Internet Explorer. Queste edizioni dovevano essere vendute solo in Europa a causa di problemi Antitrust, tuttavia furono scartate e sostituite dal browser ballot screen.

A differenza di Windows Vista, non sono presenti gli Ultimate Extras.

### Ciclo di vita del supporto
Il supporto per Windows 7 senza Service Pack 1 si è concluso il 9 aprile 2013, richiedendo l'aggiornamento degli utenti per continuare a ricevere aggiornamenti e supporto. Microsoft ha concluso la vendita di nuove copie retail di Windows 7 a ottobre 2014 e la vendita di nuove licenze OEM per Windows 7 Home Basic, Home Premium e Ultimate è terminata il 31 ottobre 2014. La versione Professional resta attualmente disponibile per gli OEM, principalmente come parte dei diritti di downgrade per le licenze Windows 8 e 10. Le vendite OEM di PC con Windows 7 Professional preinstallato sono terminate il 31 ottobre 2016. La vendita di licenze OEM non Professional è stata interrotta il 31 ottobre 2014.
Il supporto mainstream per Windows 7 è terminato il 13 gennaio 2015. Il supporto esteso per Windows 7 è terminato il 14 gennaio 2020. Da questa data, il sistema operativo non riceve più alcun tipo di correzione, aggiornamento (anche quelli relativi alla sicurezza) o, tanto meno, nuove funzioni. Comunque, Microsoft Security Essentials continua a ricevere gli aggiornamenti delle firme antimalware.
Il 7 settembre 2018, Microsoft ha annunciato un servizio di "Aggiornamenti di sicurezza esteso" (ESU, "Extended Security Updates") a pagamento che offre aggiornamenti aggiuntivi per Windows 7 Professional ed Enterprise fino al 10 gennaio 2023, estendendo dunque di tre anni il supporto. Tuttavia, questo programma è sottoscrivibile solo dalle grandi aziende in possesso di un contratto Software Assurance o dalle Piccole e Medie imprese.
Nel marzo 2019, Microsoft ha annunciato che avrebbe mostrato le notifiche agli utenti che li informavano della prossima fine del supporto e li indirizzava a un sito web invitandoli ad acquistare un aggiornamento a Windows 10 o un nuovo dispositivo.

## Requisiti minimi di sistema
Microsoft ha reso pubblici i requisiti minimi per usare Windows 7 RTM.
| Architettura                 | 32 bit                                                         | 64 bit                                                         |
| Processore (CPU)             | x86 da 1 GHz                                                   | x64 da 1 GHz                                                   |
| Memoria (RAM)                | 1 GB                                                           | 2 GB                                                           |
| Scheda video                 | DirectX 9 con driver WDDM 1.0 Per Windows Aero: 128 MB di vRAM | DirectX 9 con driver WDDM 1.0 Per Windows Aero: 128 MB di vRAM |
| Spazio libero su disco fisso | 16 GB                                                          | 20 GB                                                          |

### Limitazioni di Windows 7 Starter
La versione Starter ha delle limitazioni rispetto alle altre versioni:
- Si può utilizzare solo l'interfaccia grafica "Windows Basic", quindi non è presente Windows Aero
- Non funziona Windows Virtual PC e quindi nemmeno Windows XP Mode, funziona Virtual PC 2007: Versione 32 bit
- Non è presente Windows Media Center
- Non c'è il supporto a 64 bit
  - Numerose limitazioni sulle funzionalità di rete riguardanti principalmente la condivisione di file, periferiche, connessione a internet e la funzionalità bridge di rete
  - Impossibilità di collegare al sistema un monitor esterno in modalità estesa
- Si può effettuare la disconnessione ma è impossibile cambiare utente
- Impossibilità di cambiare lo sfondo del desktop.

Ci sono anche delle limitazioni sulla potenza dell'hardware (requisiti massimi):
- CPU: da 2 GHz o inferiore
- RAM: 2 GB o inferiore
- Storage: 250 GB con Hard Disk oppure 64 GB con i dischi solidi

### Windows 7 Upgrade Advisor
Microsoft ha sviluppato Windows 7 Upgrade Advisor, un programma che stabilisce se il computer in uso è compatibile con Windows 7. Il risultato è diviso per i vari componenti del computer e per i programmi installati, illustrando quelli che sono compatibili; esso alla fine consiglia la versione di Windows 7 compatibile con il computer in uso.

## Estensione del supporto hardware

### Memoria fisica
La quantità massima di RAM supportata da Windows 7 varia in base all'edizione del prodotto e all'architettura del processore, come mostrato nella tabella seguente.
| Edizione     | Architettura del processore | Architettura del processore |
| Edizione     | IA-32 (32-bit)              | x64 (64-bit)                |
| ------------ | --------------------------- | --------------------------- |
| Ultimate     | 4 GB                        | 192 GB                      |
| Enterprise   | 4 GB                        | 192 GB                      |
| Professional | 4 GB                        | 192 GB                      |
| Home Premium | 4 GB                        | 16 GB                       |
| Home Basic   | 4 GB                        | 8 GB                        |
| Starter      | 2 GB                        | N.D.                        |

### Limiti del processore
Windows 7 Professional supporta fino a 2 processori fisici (socket CPU),
mentre le versioni di Windows 7 Starter, Home Basic e Home Premium ne supportano solo 1. I processori fisici con più core o hyper-threading o entrambi implementano più di un processore logico per processore fisico. Le edizioni x86 di Windows 7 supportano fino a 32 processori logici; Le versioni x64 ne supportano fino a 256 (4 x 64).
Nel gennaio 2016, Microsoft annunciò che non avrebbe più supportato piattaforme Windows precedenti a Windows 10 su alcuna futura linea di processori compatibili con Intel, citando le difficoltà nel consentire in modo affidabile il funzionamento del sistema operativo su hardware più recente. Microsoft ha dichiarato che a partire dal 17 luglio 2017 i dispositivi con CPU Intel Skylake riceveranno solo gli aggiornamenti "più critici" per Windows 7 e 8.1 e solo se sono stati giudicati in modo da non influire sull'affidabilità di Windows 7 su hardware precedente. Per i clienti aziendali, Microsoft ha pubblicato un elenco di dispositivi basati su Skylake "certificati" per Windows 7 e 8.1 oltre a Windows 10, per assisterli nella migrazione a hardware più recente che può essere aggiornato a 10 una volta pronti per la transizione. Microsoft e i loro partner hardware forniscono test e supporto speciali per questi dispositivi su 7 e 8.1 fino alla data di luglio 2017.
Il 18 marzo 2016, in risposta alle critiche dei clienti aziendali, Microsoft ha posticipato la fine del supporto e degli aggiornamenti non critici per i sistemi Skylake fino al 17 luglio 2018, ma ha dichiarato che avrebbe continuato a ricevere aggiornamenti di sicurezza anche dopo la fine del periodo di estensione supporto. Nell'agosto 2016, citando una "solida partnership con i nostri partner OEM e Intel", Microsoft ritirò la decisione e ha dichiarato che avrebbe continuato a supportare Windows 7 e 8.1 sull'hardware Skylake fino alla fine del loro esteso ciclo di vita del supporto. Tuttavia, restano in vigore le restrizioni sulle nuove architetture di CPU più recenti.
Nel marzo 2017, è stato scoperto un articolo della knowledge base di Microsoft che implica che i dispositivi che utilizzano Intel Kaby Lake, AMD Bristol Ridge o AMD Ryzen, sarebbero stati bloccati dall'utilizzare completamente Windows Update. Inoltre, i driver di dispositivo ufficiali di Windows 7 non sono disponibili per le piattaforme Kaby Lake e Ryzen.
Gli aggiornamenti di sicurezza pubblicati a partire da marzo 2018 contengono bug che influenzano i processori che non supportano le estensioni SSE2, inclusi tutti i processori Pentium III. Microsoft inizialmente ha dichiarato che avrebbe tentato di risolvere il problema e impedito l'installazione delle patch interessate su questi sistemi. Tuttavia, il 15 giugno 2018, Microsoft ha modificato retroattivamente i suoi documenti di supporto per rimuovere la promessa che questo errore sarebbe stato risolto, sostituendolo con una dichiarazione che suggeriva agli utenti di ottenere un processore più recente. In questo modo si termina efficacemente il supporto di patch futuro per Windows 7 su questi sistemi.

## Il kernel
Windows 7 si basa dal punto di vista tecnico su Windows Vista SP1, senza stravolgerne l'architettura. Per questo la maggior parte dei driver costruiti per Windows Vista continua a funzionare su Windows 7. A partire da questa base sono stati introdotti una serie di novità e di miglioramenti, sia dal punto di vista del Kernel del sistema operativo, che dal punto di vista delle funzionalità e dell'interfaccia utente.
Ad esempio, il Kernel di Windows 7 è stato modificato per sfruttare al meglio i moderni sistemi multicore, per rendere più efficiente lo scheduling dei processi, per ottimizzare l'efficienza energetica.
Ecco in proposito quanto affermato da Steven Sinofsky:
(Steven Sinofsky, vice presidente senior del Microsoft Windows e Windows Live Engineering Group)
Windows XP ha come numero di versione del kernel 5.1, e Windows Vista 6.0.
Per il kernel di Windows 7 è stata usata la numerazione 6.1 perché l'utilizzo del numero 6.1 rispetto a 7.0 consente di ridurre potenziali problemi di compatibilità con quelle applicazioni pensate per Windows XP che utilizzano algoritmi non corretti nella valutazione del numero di versione del sistema operativo.

### MinWin
Parlando del Kernel di Windows spesso si fa riferimento in modo errato a MinWin.
Come spiegato da Mark Russinovich, MinWin non rappresenta una futura edizione o una riscrittura di Windows, ma è il risultato di una serie di attività che gli sviluppatori stanno portando avanti nel kernel di Windows per strutturare in modo più efficiente il livello base del kernel e le relative API.
All'interno di questo livello (che occupa circa 25-40 MB di spazio disco) sono presenti i componenti come gli eseguibili del kernel, il gestore della memoria, lo stack TCP/IP, i driver per l'accesso al file system, e alcuni servizi e device driver di base.
Questa parte del kernel non ha dipendenze su altri livelli ed è pensata per non effettuare chiamate verso i livelli sovrastanti. Per questo può essere ad esempio testata in modo indipendente dal resto del sistema.
MinWin quindi è già presente in Windows 7 e Windows Server 2008 R2 e lo era, anche se in modo più embrionale, in Windows Vista e in Windows Server 2008.

## Aggiornamenti

### Service Pack 1
Windows 7 Service Pack 1 (SP1) venne annunciato il 18 marzo 2010. Una beta venne pubblicata il 12 luglio 2010. La versione finale venne pubblicata al pubblico il 22 febbraio 2011. Al momento della pubblicazione, non era un aggiornamento obbligatorio. Era disponibile tramite Windows Update, download diretto o ordinando il DVD di Windows 7 SP1. Il service pack è su una scala molto più piccola rispetto a quelli pubblicati per le versioni precedenti di Windows, in particolare Windows Vista.
Windows 7 Service Pack 1 aggiunge il supporto per AVX (Advanced Vector Extensions), un'estensione del set di istruzioni a 256 bit per i processori e migliora IKEv2 aggiungendo campi di identificazione aggiuntivi come ID e-mail. Inoltre, aggiunge il supporto per Advanced Format 512e e ulteriori servizi di Identity Federation. Windows 7 Service Pack 1 risolve anche un bug relativo all'audio HDMI e un altro relativo alla stampa di documenti XPS.
In Europa, la funzionalità automatica della funzione BrowserChoice.eu venne inserita nel Windows 7 Service Pack 1 a febbraio 2011 e non venne utilizzata per 14 mesi, nonostante Microsoft segnalò che era ancora presente, successivamente descritta da Microsoft come un "errore tecnico". Di conseguenza, nel marzo 2013 la Commissione europea ha multato 561 milioni di euro per dissuadere le società dal rinnegare le promesse di insediamento.

### Aggiornamento piattaforma
L'aggiornamento piattaforma per Windows 7 SP1 e Windows Server 2008 R2 SP1 venne pubblicato il 26 febbraio 2013 dopo che una versione preliminare era stata pubblicata il 5 novembre 2012. In essa è incluso anche Internet Explorer 10 per Windows 7.
Include miglioramenti a Direct2D, DirectWrite, Direct3D, Windows Imaging Component (WIC), Windows Advanced Rasterization Platform (WARP), Windows Animation Manager (WAM), XPS Document API, H.264 Video Decoder e JPEG XR decoder. Tuttavia, il supporto per Direct3D 11.1 è limitato in quanto l'aggiornamento non include DXGI/WDDM 1.2 da Windows 8, rendendo non disponibili molte API correlate e funzionalità significative come il frame buffer stereoscopico, funzionalità di livello 11_1 e funzioni opzionali per i livelli 10_0, 10_1 e 11_0.

### Aggiornamento Pulitura disco
Nell'ottobre 2013 è stato pubblicato un addon di Pulitura disco che consentiva agli utenti di eliminare aggiornamenti Windows obsoleti su Windows 7 SP1, riducendo così la dimensione della directory WinSxS. Questo aggiornamento arresta alcune funzionalità trovate in Windows 8.

### Windows Management Framework 5.0
Windows Management Framework 5.0 include aggiornamenti a Windows PowerShell, DSC (Desired State Configuration) di Windows PowerShell, Gestione remota Windows (WinRM), Strumentazione gestione Windows (WMI). Venne pubblicato il 24 febbraio 2016 e alla fine è stato sostituito da Windows Management Framework 5.1.

### Convenience Rollup
A maggio 2016, Microsoft pubblicò un "Aggiornamento Convenience Rollup per Windows 7 SP1 e Windows Server 2008 R2 SP1", che conteneva tutte le patch pubblicate tra l'uscita di SP1 e aprile 2016. Il rollup non è disponibile tramite Windows Update e deve essere scaricato manualmente. Questo pacchetto può anche essere integrato in un'immagine di installazione di Windows 7.
Da ottobre 2016, tutti gli aggiornamenti di sicurezza e affidabilità sono cumulativi. Il download e l'installazione di aggiornamenti che risolvono singoli problemi non sono più possibili, ma il numero di aggiornamenti che devono essere scaricati per aggiornare completamente il sistema operativo è notevolmente ridotto.

## Accoglienza

### Ricezione dalla critica
Windows 7 venne acclamato dalla critica, con critiche che notarono l'aumento dell'usabilità e della funzionalità rispetto al suo predecessore, Windows Vista. CNET assegnò a Windows 7 Home Premium una valutazione di 4,5 su 5 stelle, affermando che "è più di ciò che Vista avrebbe dovuto essere, [ed] è dove Microsoft aveva bisogno di andare". PC Magazine lo classificò come 4 su 5 affermando che Windows 7 è un "grande miglioramento" rispetto a Windows Vista, con meno problemi di compatibilità, una barra delle applicazioni rinnovata, una rete domestica più semplice e un avvio più rapido. Maximum PC diede a Windows 7 una valutazione di 9 su 10 e definì Windows 7 un "enorme balzo in avanti" in termini di usabilità e sicurezza e elogiò la nuova barra delle applicazioni come "vale il prezzo da sola". PC World definì Windows 7 un "degno successore" di Windows XP e affermò che i benchmark di velocità avessero mostrato che Windows 7 è leggermente più veloce di Windows Vista. PC World nominò Windows 7 uno dei migliori prodotti dell'anno.
Nella sua recensione di Windows 7, Engadget affermò che Microsoft avesse fatto un "enorme passo avanti" con Windows 7 e affermò che la velocità era uno dei principali punti di forza di Windows 7, in particolare per i netbook. Laptop Magazine diede a Windows 7 una valutazione di 4 su 5 stelle e affermò che Windows 7 rende il PC più intuitivo, offrendo prestazioni complessive migliori tra cui un aumento "modesto-drammatico" della durata della batteria sui computer portatili. TechRadar diede a Windows 7 una valutazione di 5 stelle su 5, concludendo con "combina i miglioramenti di sicurezza e architetturali di Windows Vista con prestazioni migliori di XP in grado di offrire l'hardware di oggi. Nessuna versione di Windows è mai perfetta, ma Windows 7 è davvero la miglior uscita di Windows finora." I giornali New York Times, USA Today, Wall Street Journal, e The Telegraph diedero anch'essi a Windows 7 recensioni favorevoli.
Alcuni utenti di Windows Vista Ultimate espressero preoccupazioni per il prezzo di Windows 7 e le opzioni di aggiornamento. Gli utenti di Windows Vista Ultimate che desideravano eseguire l'aggiornamento da Windows Vista a Windows 7 dovevano pagare 219,99 dollari per l'aggiornamento a Windows 7 Ultimate o eseguire un'installazione pulita, che richiedeva di reinstallare tutti i loro programmi.
Le modifiche al controllo dell'account utente su Windows 7 sono state criticate per essere potenzialmente insicuri, in quanto è stato scoperto un exploit che consentiva il lancio di software non attendibile con privilegi elevati sfruttando un componente attendibile. Peter Bright di Ars Technica affermò che "il modo in cui sono stati apportati i miglioramenti" di Windows 7 UAC esenta completamente gli sviluppatori di Microsoft dal dover fare quel lavoro da sé. Con Windows 7, è una regola per Redmond, un'altra per tutti gli altri." L'ingegnere del kernel di Microsoft, Mark Russinovich, riconobbe il problema, ma notò che il malware poteva anche compromettere un sistema quando gli utenti accettavano un prompt.

### Vendite
Nel luglio 2009, in sole otto ore, i preordini di Windows 7 su amazon.co.uk superarono la domanda che Windows Vista aveva avuto nelle prime 17 settimane. Divenne il pre-ordine di maggior incasso nella storia di Amazon, superando le vendite del precedente detentore del record, il settimo libro di Harry Potter. Dopo 36 ore, le versioni a 64 bit delle edizioni Windows 7 Professional e Ultimate sono esaurite in Giappone. Due settimane dopo la sua uscita la sua quota di mercato aveva superato quella di Snow Leopard, pubblicata due mesi prima come l'aggiornamento più recente al sistema operativo Mac OS X di Apple. Secondo Net Applications, Windows 7 raggiunse una quota di mercato del 4% in meno di tre settimane; in confronto, Windows Vista impiegò sette mesi per raggiungere la stessa quota. A febbraio 2014, Windows 7 aveva una quota di mercato del 47,49% secondo Net Applications; invece, Windows XP aveva una quota di mercato del 29,23%.
Il 4 marzo 2010, Microsoft annunciò di aver venduto oltre 90 milioni di licenze Windows 7.
Al 23 aprile 2010, Windows 7 aveva venduto oltre 100 milioni di copie in sei mesi, il che lo rese il sistema operativo Microsoft più venduto. Al 23 giugno 2010, Windows 7 aveva venduto 150 milioni di copie che lo hanno reso il sistema operativo più venduto della storia con sette copie vendute ogni secondo. Basandosi su dati mondiali raccolti nel giugno 2010 da Windows Update, il 46% dei PC Windows 7 eseguiva l'edizione a 64 bit di Windows 7. Secondo Stephen Baker del NPD Group nell'aprile del 2010 negli Stati Uniti il 77% dei PC venduti al dettaglio erano preinstallati con l'edizione a 64 bit di Windows 7. A partire dal 22 luglio 2010, Windows 7 ha venduto 175 milioni di copie. Il 21 ottobre 2010, Microsoft ha annunciato la vendita di oltre 240 milioni di copie di Windows 7. Tre mesi dopo, il 27 gennaio 2011, Microsoft annunciò un fatturato totale di 300 milioni di copie di Windows 7. Il 12 luglio 2011, il fatturato venne perfezionato in oltre 400 milioni di licenze per utenti finali e installazioni aziendali. A partire dal 9 luglio 2012, sono state vendute oltre 630 milioni di licenze; questo numero include le licenze vendute agli OEM per i nuovi PC.

### Preoccupazioni dell'antitrust
Come con altri sistemi operativi Microsoft, Windows 7 è stato studiato dai regolatori federali degli Stati Uniti che sovrintendono alle operazioni della società in seguito al regolamento degli Stati Uniti del 2001 contro Microsoft Corp. Secondo i rapporti sullo stato, il panel di tre membri ha iniziato a valutare i prototipi del nuovo sistema operativo nel febbraio 2008. Michael Gartenberg, analista di Jupiter Research, ha dichiarato: "La sfida di Microsoft per Windows 7 sarà come continuare ad aggiungere caratteristiche che i consumatori vorranno che anche non corrano in contrasto con le autorità di regolamentazione."
Al fine di rispettare le normative antitrust europee, Microsoft ha proposto l'uso di una schermata di "ballot" contenente i collegamenti per il download a browser web concorrenti, eliminando così la necessità di una versione di Windows completamente senza Internet Explorer, come precedentemente pianificato. In risposta alle critiche che hanno coinvolto Windows 7 E e preoccupazioni dei produttori sulla possibile confusione dei consumatori se una versione di Windows 7 con Internet Explorer fosse stata spedita successivamente, dopo una senza Internet Explorer, Microsoft avrebbe annunciato che avrebbe scartato la versione separata per Europa e avrebbe spedito lo standard aggiornamento e pacchetti completi in tutto il mondo.
Come con la versione precedente di Windows, una versione N, che non viene fornita con Windows Media Player, è stata pubblicata in Europa, ma solo per la vendita direttamente dai siti web di vendita Microsoft e altri selezionati.